# Chiesa di Sant'Adriano III Papa (Spilamberto)
La Chiesa di Sant'Adriano III è un edificio religioso che si trova in via Sant'Adriano, a Spilamberto. 

## Storia e descrizione
La chiesa attuale venne costruita dopo il 1214, anno nel quale l’abate di Nonantola Raimondo ottenne dal Papa Innocenzo III il decreto per l’edificazione di una chiesa dipendente dall'abbazia, distinta dall'altra parrocchiale, la chiesa di San Giovanni Battista, dipendente dalla curia vescovile. Ciò a risoluzione di una precedente rivendicazione delle due entità religiose riguardante la giurisdizione sul luogo. La dedicazione a Sant’Adriano III Papa deriva da un già esistente culto del santo, ivi sepolto dopo la sua morte avvenuta nel vicino territorio di Vilzacara mentre si recava alla Dieta di Worms. Distrutta in un incendio già nel 1252, venne ricostruita nel primo terzo del Trecento. 
Nel 1568 la chiesa passò alla diocesi di Modena e nell'ultimo decennio dello stesso secolo venne ampliata e profondamente ristrutturata. La chiesa attuale, però, è sostanzialmente frutto della completa ristrutturazione avvenuta tra 1713 e 1733 alla quale si sono aggiunti, nel tardo Ottocento, numerosi interventi decorativi.
In chiesa sono conservate diverse opere d'arte tra le quali una statua della Madonna col Bambino, detta Madonna della Rondine attribuita a Michele da Firenze e diverse pale d'altare: una Madonna della Ghiara dello Scarsellino, una pala attribuita a Francesco Madonnina ed una con la Madonna con Bambino, san Geminiano e sant'Antonio abate di Giacomo Zoboli. In chiesa sono anche quattro tele di Francesco Stringa acquistate nel 1759 dal priore Giuseppe Gregori per la locale chiesa della confraternita di Santa Maria degli Angeli: un Martirio di sant'Andrea del quale al momento non si conosce la provenienza; due tele di soggetto benedettino raffiguranti due miracoli di san Mauro, uno raffigurante San Mauro che risana un infermo con San Placido, san Geminiano e Beatrice d’Este (?) in gloria e l'altro San Mauro che risana un infermo con san Geminiano e una Beatrice d’Este (?) in gloria. La probabile presenza della beata della casa estense farebbe pensare che le tue tele facciano parte di una serie che ornava la galleria che in Palazzo Ducale conduceva alla cappella ducale, ciclo avviato nel 1674 dietro impulso di Laura Martinozzi e che serviva a celebrare san Contardo, Beatrice I e Beatrice II d’Este. Un ultimo dipinto, con un San Francesco di Sales tra angeli è attribuzione più discussa. 